# Cola (astronomía)
En astronomía, la cola de un cometa es la porción de gas y polvo que se desprende del núcleo formando de lo que se asemeja a una gran cola.

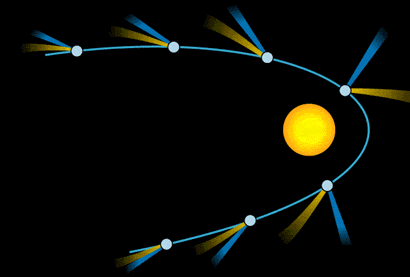
Cola gas (azul en el esquema) y cola de polvo (amarillo).

A medida que un cometa se acerca al sol, debido al calentamiento, las porciones volátiles se evaporan y se desprenden quedando en las inmediaciones del cometa, formando una especie de atmósfera alrededor del núcleo del cometa. A su vez, la expulsión de estas porciones volátiles desprenden polvo y partículas más sólidas, que también se quedan en las inmediaciones. A todo este conjunto se le llama coma.
Simultáneamente ocurre otro fenómeno: la presión de la luz del sol y el viento solar inciden sobre ese gas, polvo y partículas, haciendo que se desplacen en dirección contraria al sol. El gas -al constar de moléculas sueltas y ligeras- son las que más se desplazan en esa dirección, y en segundo lugar el polvo y partículas, desplazándose menos.
Poco a poco se va a formando una acumulación de materiales en dirección contraria al sol, y eso es lo que forma la cola del cometa.
Al observar un cometa generalmente se advierte que tiene dos colas más o menos diferenciadas. Una de ellas, generalmente la menos visible, es la que tiene una dirección casi contraria a la del sol, y es la que está formada mayormente por gas. Dado que el gas, al ser más ligero, es más susceptible de cambiar si dirección debido al viento solar y a la presión de la luz, forma una cola en la dirección opuesta al sol.
La otra cola, generalmente de mayor tamaño y visibilidad, está formada por partículas más pesadas que el gas, formadas por polvo y otros fragmentos. Al ser partículas más pesadas, la inercia que tienen hace que la presión de la luz y el viento solar las desvíen menos de su dirección, formándose una cola secundaria también en dirección contraria al sol, pero ladeada ligeramente en la dirección contraria a la trayectoria orbital.
El 16 de noviembre de 2007, la cola del cometa 17P/Holmes creció hasta superar el diámetro del Sol.